# Вараксинский сельсовет (Новосибирская область)
Вараксинский сельсовет — муниципальное образование в Кыштовском районе Новосибирской области.
Административный центр поселения — село Вараксино.

## География
Территория поселения общей площадью 102,7 км² расположена на расстоянии 610 километров от областного центра, в 10 километрах от Кыштовки и в 168 километрах от ближайшей железнодорожной станции Чаны.

## История
Вараксинское сельское поселение (сельсовет) образовано в 1924 году.

## Население
| 2002 | 2008 | 2010 | 2012 | 2013 | 2014 | 2015 |
| ---- | ---- | ---- | ---- | ---- | ---- | ---- |
| 915  | ↘712 | ↘609 | ↘565 | ↘544 | ↘514 | ↘506 |
| 2016 | 2017 | 2018 | 2019 | 2020 | 2021 |      |
| ↘498 | ↘490 | ↘485 | ↗489 | ↘464 | ↗469 |      |

Этнический состав населения: русские, татары.

## Состав сельского поселения
| № | Населённый пункт | Тип населённого пункта       | Население |
| - | ---------------- | ---------------------------- | --------- |
| 1 | Вараксино        | село, административный центр | ↘197      |
| 2 | Пахомово         | деревня                      | ↘60       |
| 3 | Усманка          | деревня                      | ↘304      |
| 4 | Чекиаул          | деревня                      | ↘48       |